# Triângulo esférico

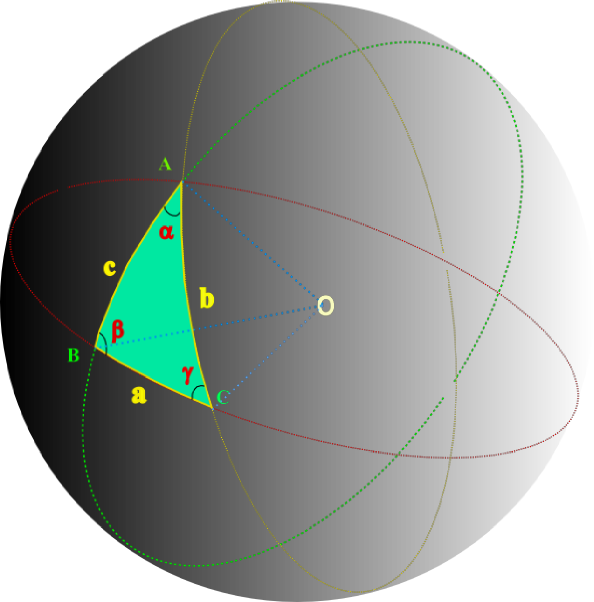
Um triângulo esférico

Um triângulo esférico é a união de três segmentos geodésicos de uma esfera. As suas propriedades são diferentes das dos triângulos planos e o seu conhecimento é essencial em navegação astronômica, mecânica de precisão e óptica. A parte da matemática que estuda as relações entre seus elementos é a trigonometria esférica.

## Propriedades
Seja [ABC] um triângulo esférico e a, b e c as medidas dos lados opostos aos ângulos A, B e C. 

### Ângulos
A soma dos ângulos de um triângulo esférico é sempre maior que 180º e menor do que 540º, isto é,
{\displaystyle 180^{\circ }<A+B+C<540^{\circ }}. Mais precisamente 
{\displaystyle A+B+C=\pi +{\frac {{\mbox{Area}}_{[ABC]}}{R^{2}}}} (em radianos)
Assim, a soma dos ângulos é tanto mais próxima de 180º quanto menor for a razão entre a área do triângulo e a área da esfera. Deste modo, um triângulo pequeno desenhado na superfície terrestre aparenta ser plano (uma das razões pela qual durante muito tempo se julgou que a Terra era plana).

### Teorema de Pitágoras
Se C = 90º, tem-se
{\displaystyle \cos(c)=\cos(a)\cos(b)\,\!}

### Lei dos senos
{\displaystyle {\frac {{\mbox{sen}}(a)}{{\mbox{sen}}(A)}}={\frac {{\mbox{sen}}(b)}{{\mbox{sen}}(B)}}={\frac {{\mbox{sen}}(c)}{{\mbox{sen}}(C)}}}

### Lei dos cossenos
{\displaystyle \cos(c)=\cos(a)\cos(b)+{\mbox{sen}}(a){\mbox{sen}}(b)\cos(C)\,\!}
ou a versão dual
{\displaystyle \cos(C)=-\cos(A)\cos(B)+{\mbox{sen}}(A){\mbox{sen}}(B)\cos(c)\,\!}